# Пучнино (Вологодская область)
Пучнино — деревня в Чагодощенском районе Вологодской области.
Входит в состав Первомайского сельского поселения, с точки зрения административно-территориального деления — в Первомайский сельсовет.
Расстояние по автодороге до районного центра Чагоды — 37 км, до центра муниципального образования посёлка Смердомский — 12 км. Ближайшие населённые пункты — Заручевье, Игнашино, Новая.
По переписи 2002 года население — 7 человек.